# Dawn Olsen
Pour les articles homonymes, voir Olsen.
Dawn Olsen, née en 1966 ou 1967, est une joueuse professionnelle de squash représentant Hong Kong. Elle atteint en 1992 la 20e place mondiale sur le circuit international, son meilleur classement. Elle est championne de Hong Kong à cinq reprises entre 1989 et 1996.

## Biographie
Dawn Olsen, qui a déménagé à Hong Kong avec ses parents à l'âge de quatre ans, joue au squash dans les années 1980 et 1990. Elle obtient sa meilleure place au classement mondial en 1992, terminant 20e. Avec l'équipe de Hong Kong, elle remporte les championnats d'Asie par équipes en 1986 et 2000 et participe avec elle aux championnats du monde en 1985, 1990 et 1996. Entre 1989 et 1996, elle remporte cinq fois le championnat national de Hong Kong. Comme Dawn Olsen n'est ni née en Asie ni originaire d'Asie, elle n'est pas autorisée à participer aux jeux asiatiques de 1998 malgré sa désignation par la Hong Kong Squash Federation.

## Palmarès

### Titres
- Championnats de Hong Kong : 5 titres (1989, 1990, 1992, 1993, 1996)[3]
- Championnats d'Asie par équipes : 2 titres (1986, 2000)

### Finales
- Championnats d'Asie : 2 finales (1988, 1990)